# Valea Cucii, Argeș
Valea Cucii este un sat în comuna Cuca din județul Argeș, Muntenia, România.

## Monumente istorice
- Biserica de lemn „Intrarea în Biserică a Maicii Domnului” (1806)

## Galerie de imagini

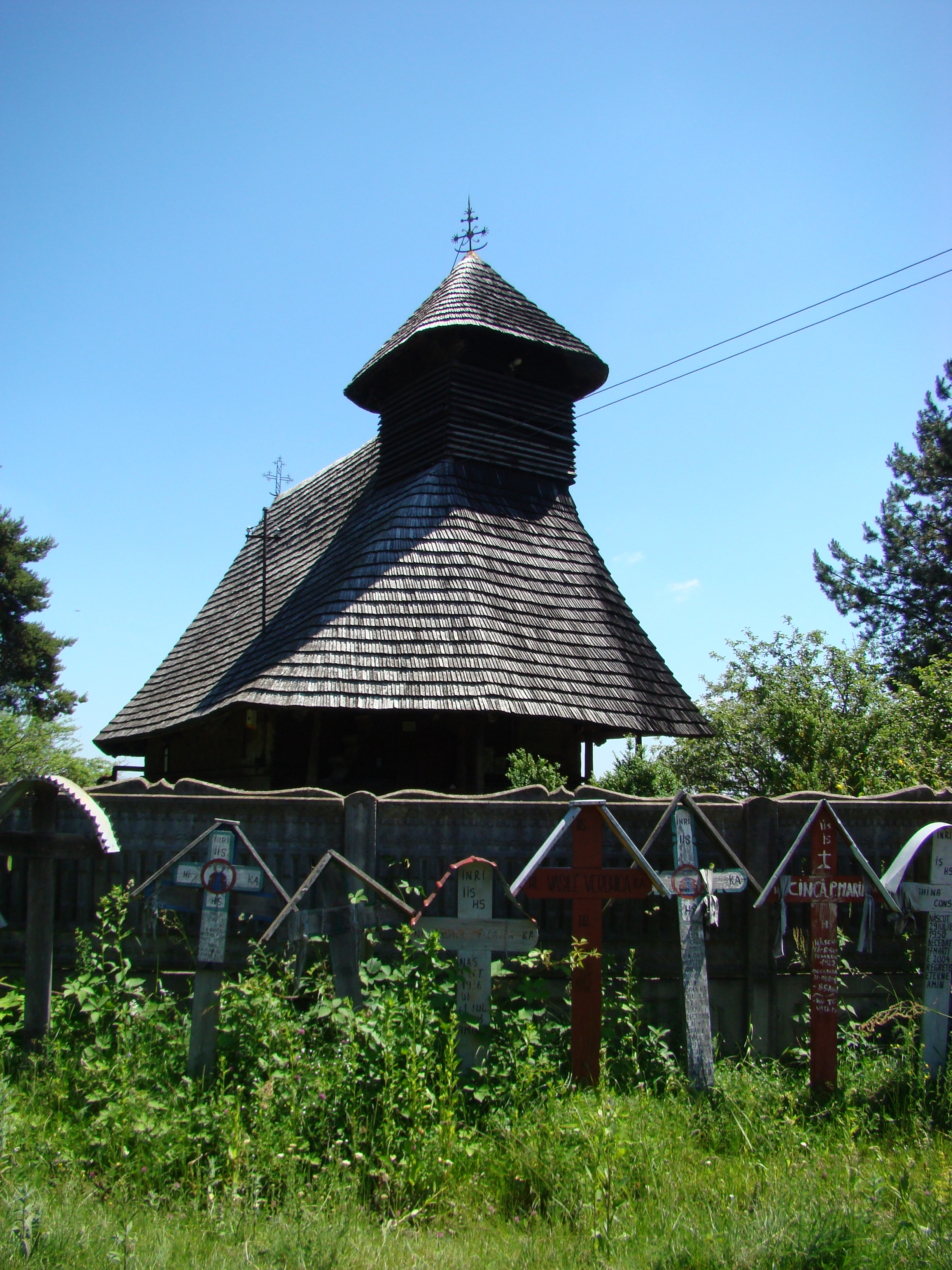
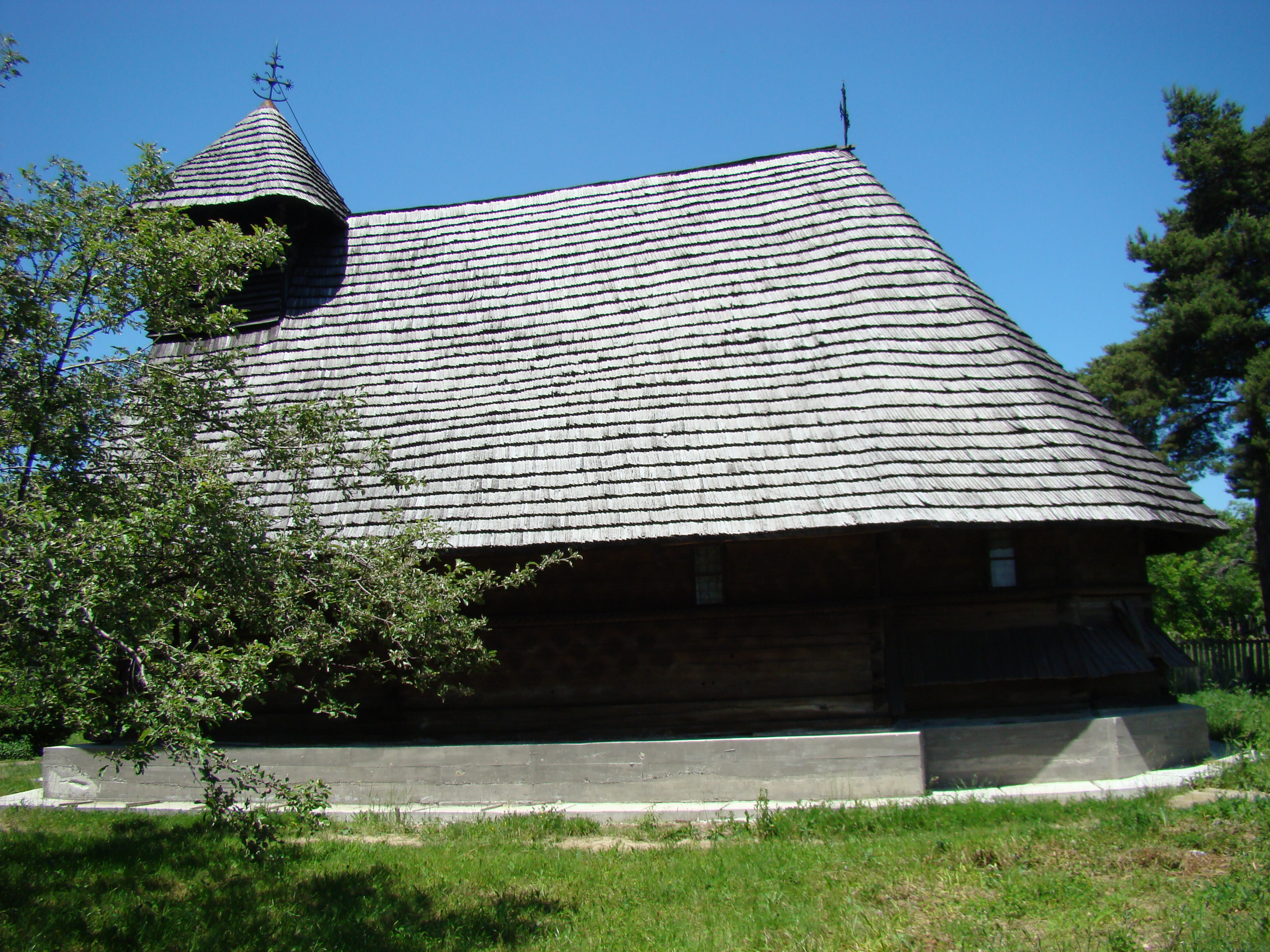
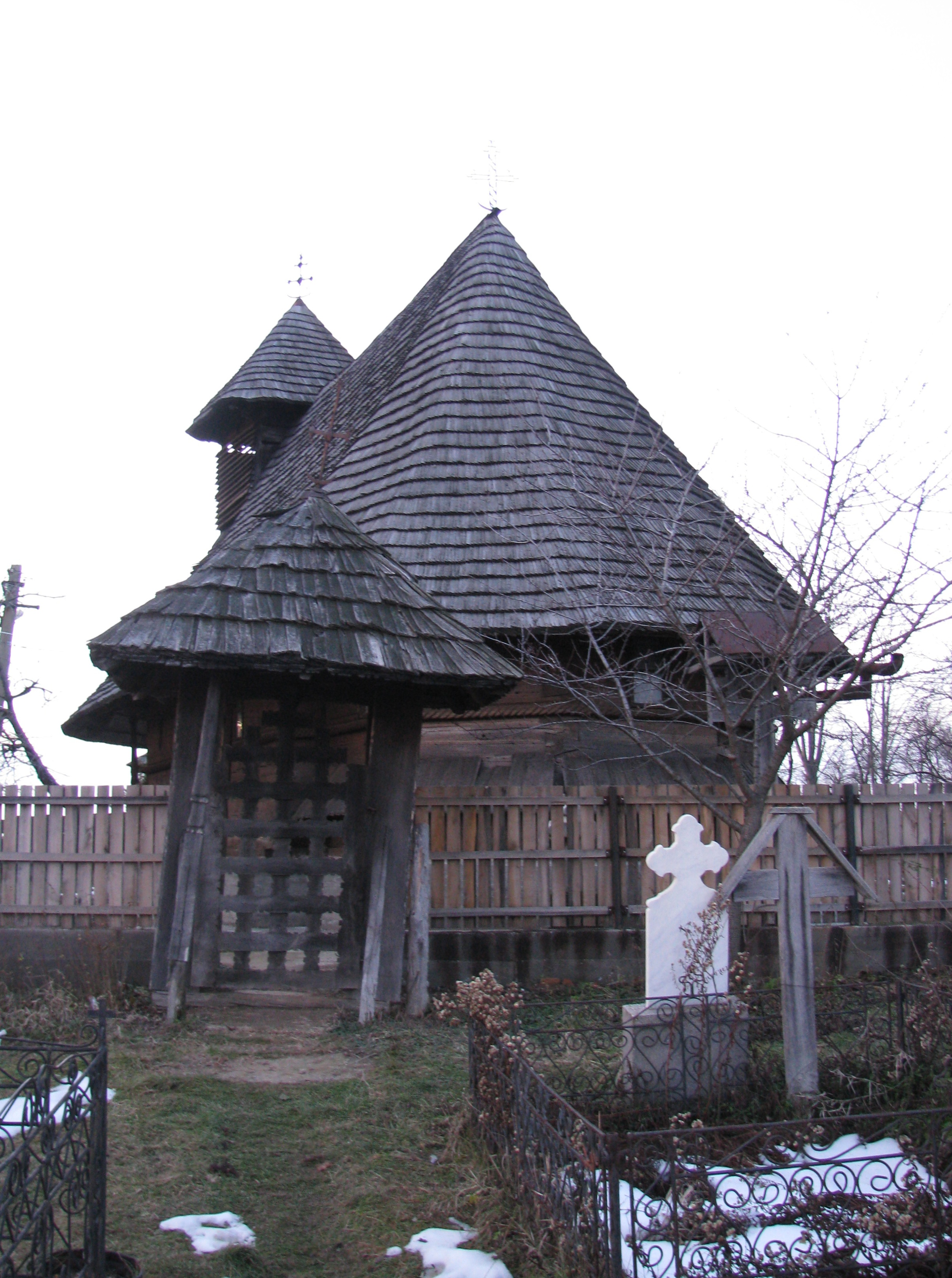
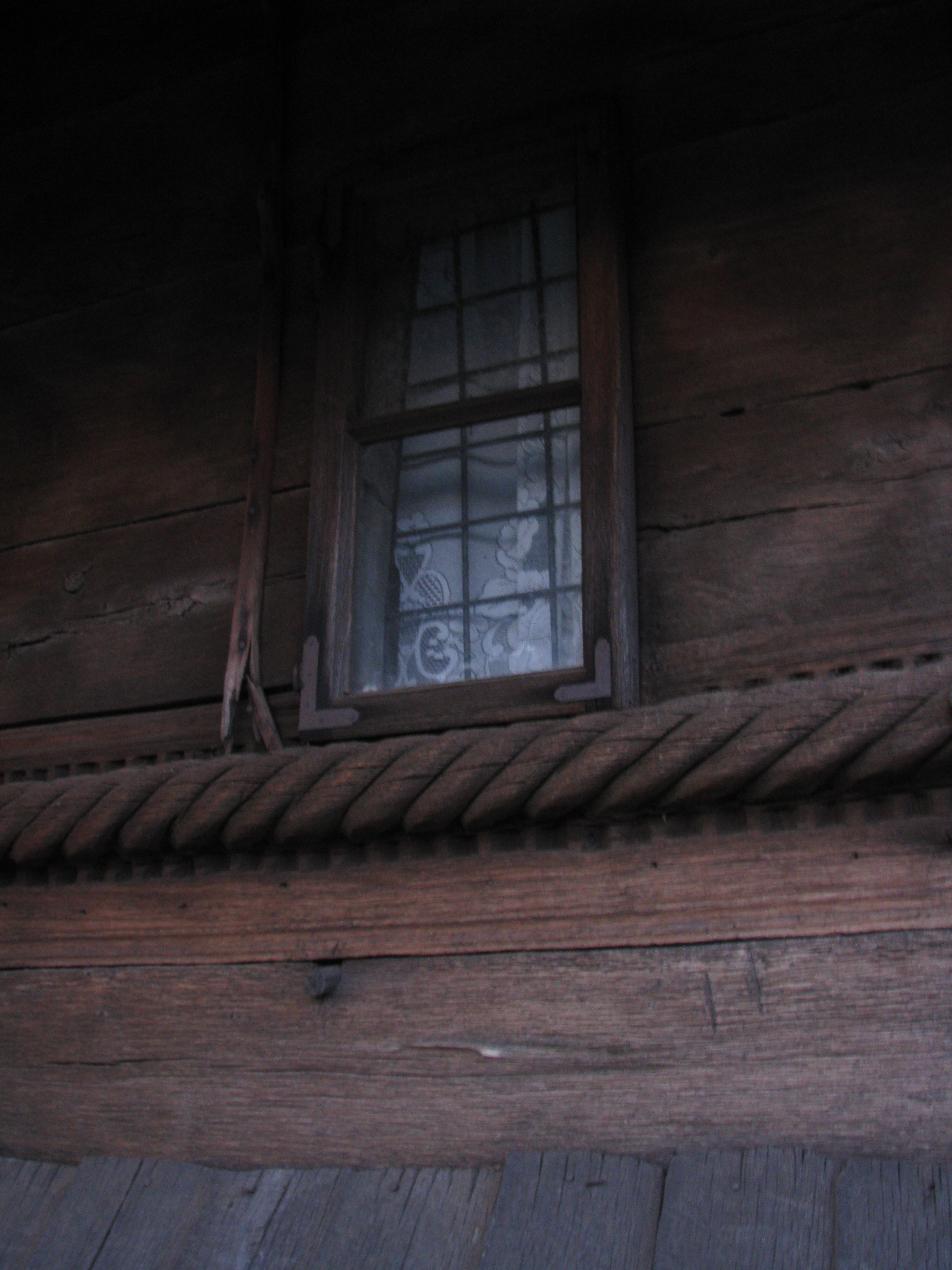
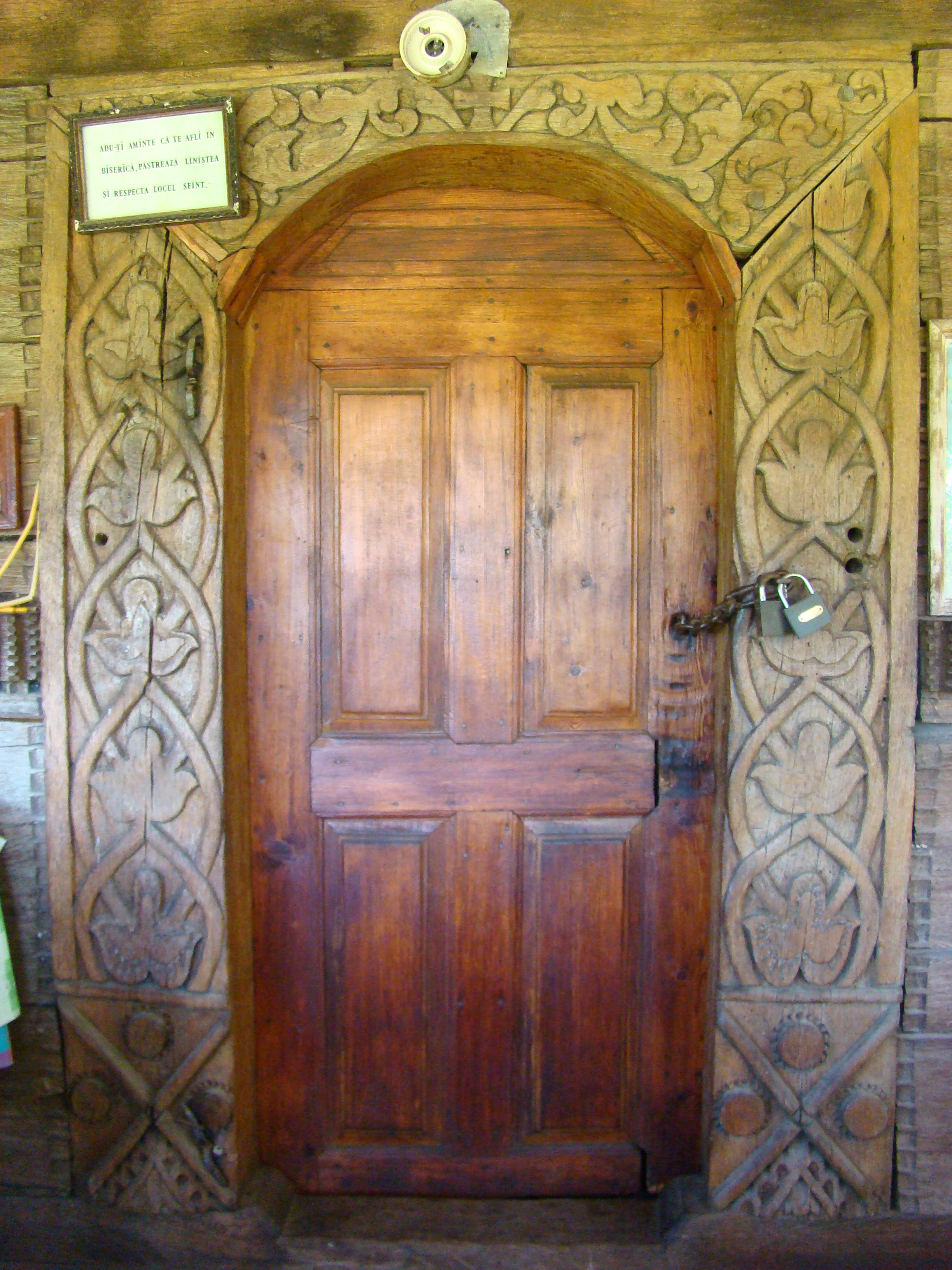
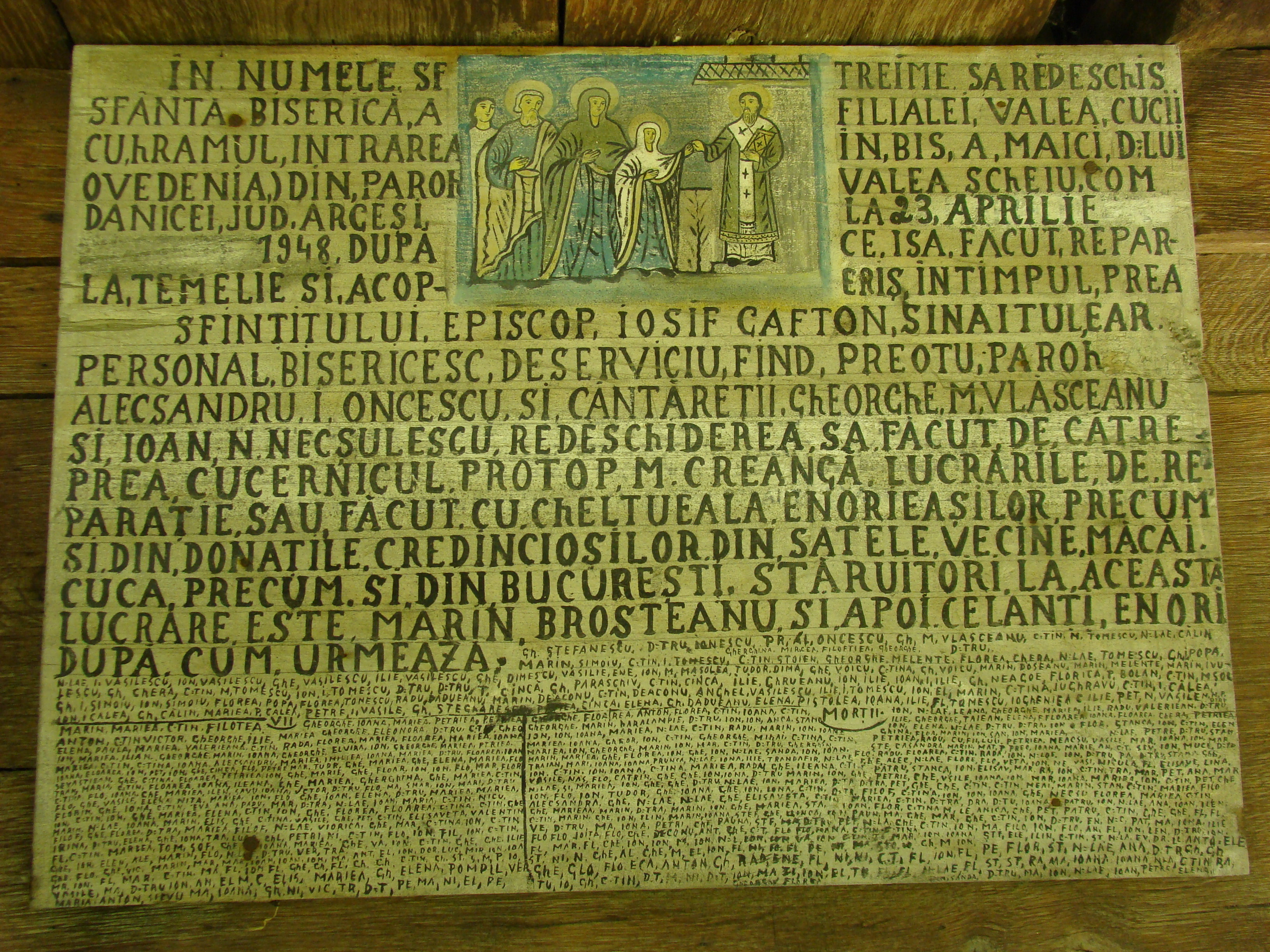